# كاميرون فوربس
كاميرون فوربس (بالإنجليزية: Cameron Forbes)‏ هو صحفي أسترالي، (و. القرن 20  م).